# Udo Schmälzle
Udo Schmälzle (* 20. März 1943 in Seebach) ist ein römisch-katholischer Theologe.

## Leben
Schmälzle trat 1964 im Alter von 21 Jahren dem Franziskanerorden bei. Er studierte von 1965 bis 1971 nach seiner Schulzeit römisch-katholische Theologie an der Theologischen Fakultät Fulda und an der Universität München. 1969 absolvierte er sein Diakonat in der Kirchengemeinde St. Konrad in Stuttgart und stand in dieser Zeit der Bethesda Klinik in Stuttgart als Klinikseelsorger bei. 1971 wurde er mit dem Abschluss seines Studiums in Fulda zum Priester geweiht. Von 1971 bis 1972 diente er als Kaplan in der Kirchengemeinde Herz-Jesu in Rastatt. Von 1972 bis 1976 absolvierte er unter Rolf Zerfaß ein Promotionsstudium sowie Studium der Psychologie an der Universität Würzburg. Von 1976 bis 1980 arbeitete er als Projektleiter des Forschungsprojekts Kooperation der Sozialisationsinstanzen Schule, Familie, außerschulische Jugendbildung des Bundesministeriums für Jugend, Familie und Gesundheit (BMJFG) und der Bundeszentrale für politische Bildung (bpb) in Bonn in Zusammenarbeit mit dem Franziskanergymnasium Kreuzburg und der Bischöflichen Akademie Bonifatiushaus in Fulda. Von 1980 bis 1987 war Schmälzle Lehrbeauftragter für Jugend- und Erwachsenenbildung an der Universität Würzburg. 1985 habilitierte er im Fach Pastoraltheologie an der Universität Würzburg zum Thema Die Schule als Weg zum Menschen. Praktisch-theologische und sozialwissenschaftliche Handlungsforschung bei der Kooperation zwischen Schülern, Eltern und Lehrern. Im Anschluss übernahm er von 1986 bis 1987 die Lehrstuhlvertretung für Praktische Theologie an der Universität Saarbrücken. Im Jahre 1987 wurde Schmälzle zum Direktor des Seminars für Pastoraltheologie und Religionspädagogik an die Universität Münster berufen und stand ihm bis 2008 vor. In den Jahren 1992 bis 1996 war Schmälzle Berater der Caritas-Kommission XIII der Deutschen Bischofskonferenz. Von 1996 bis 1999 hatte er den Posten des Dekans der Katholischen-Theologischen Fakultät der Universität Münster inne. Ab 1990 war er für die folgenden 23 Jahre Rektoratsbeauftragter der Universität Münster für Studierende mit Behinderung oder chronischer Krankheit. Von 2001 bis 2010 hatte Udo Schmälzle den Vorsitz der Konferenz der deutschsprachigen Pastoraltheologen und Pastoraltheologinnen e.V. inne. Er war außerdem von 2002 bis 2019 ehrenamtlicher Geschäftsführer des Franziskanergymnasium Kreuzburg. 2004 bis 2007 war er Vorsitzender des Senats der Universität Münster. Schmälzle wurde 2008 emeritiert. Er war von 2013 bis 2021 Mitglied des wissenschaftlichen Beirats des Bischöflichen Hilfswerks Misereor. Seit 2019 begleitet er spirituelle den Vorstand der St. Franziskus-Stiftung in Münster.
2011 unterzeichnete Schmälzle das Memorandum Kirche 2011: Ein notwendiger Aufbruch.

## Veröffentlichungen

### Monografien
- Ehe und Familie im Blickpunkt der Kirche. Ein inhaltsanalytisches Forschungsprogramm zu Zielwerten in deutschen Hirtenbriefen zwischen 1915 und 1975. Freiburg-Basel-Wien, 1979.
- Jugendbildung im Kooperationsprojekt. Abschlussbericht zum Kooperationsprojekt an den Bundesminister für Jugend, Familie und Gesundheit. Fulda, 1981.
- Wirkungsforschung im Kooperationsprojekt. Abschlussbericht zur Wirkungsforschung im Kooperationsprojekt an die Bundeszentrale für politische Bildung. Fulda, 1981.
- Die Schule als Weg zum Menschen. Praktisch-theologische und sozialwissenschaftliche Handlungsforschung bei der Kooperation zwischen Schülern, Eltern und Lehrern. 2 Bände, Habilitationsschrift, Würzburg, 1984.
- Schüler, Eltern, Lehrer. Wie wirksam ist die Kooperation? Opladen, 1985.
- Eltern sind Partner. Elternmitwirkung als Herausforderung an Lehrer und Eltern. Bonn, 1989
- Theologische Grundlagen für den Dienst von Christinnen und Christen in der Schule. Würzburg, 2000.
- Pastorales Handeln (Pastoraler Basiskurs, Lehrbrief 3). Würzburg, 2003, 2. überarb. Auflage: Würzburg, 2007.
- in Zusammenarbeit mit Fischer, Dietlind; Meyer-Blank, Michael und Sennekamp, Doris: Schulen im Lernprozess – Lehrer setzen Fakten. Münster, 2004.
- in Zusammenarbeit mit Schürmeyer, Stefan; Gunnemann, Torsten: Therre, Markus und Honnacker, Ana: Menschen, die sich halten – Netze, die sie tragen. Berlin, 2008.

### Herausgeberschaften
- in Zusammenarbeit mit Feser, Herbert; Gescher, Antonius und Hüsch, Ulrich: Klassenfamilien. Eltern, Schüler und Lehrer als Partner. Ulm, 1980.
- Lehrbrief 15 und 25 in: Grundkurs zum Franziskanisch-Missionarischen Charisma. Bonn, 1985.
- Neue Medien – Mehr Verantwortung. Analysen und pädagogische Handreichungen zur ethischen Medienerziehung in Schule und Jugendarbeit. Bonn, 1992.
- in Zusammenarbeit mit Aufenanger, Stefan: Mit Gewalt leben. Arbeit am Aggressionsverhalten in Familie, Kindergarten und Schule. Frankfurt a. M., 1993.
- in Zusammenarbeit mit Baldas, Eugen und Gleich, Johann Michael: Meinungsbild Caritas. Die Allenbacher Studie zum Leitbildprozeß. Bd. 2: Perspektiven. Freiburg i.Br., 1997.
- in Zusammenarbeit mit Baldas, Eugen und Gleich, Johann Michael: Meinungsbild Caritas. Die Allenbacher Studie zum Leitbildprozeß. Bd. 3: Tabellarische Ergebnisse. Freiburg i.Br., 1997.
- in Zusammenarbeit mit Funiok, Rüdiger und Werth, Christoph: Medienethik: Die Frage der Verantwortung. Bonn, 1999.
- in Zusammenarbeit mit Collet, Giancarlo; Feiter, Reinhard; Gabriel, Karl und Steinkamp Hermann: Liebe ist möglich, und wir können sie tun. Kontexte und Kommentare zur Enzyklika "Deus caritas est" von Papst Benedikt XVI. Berlin, 2008.